# Région de transition solaire

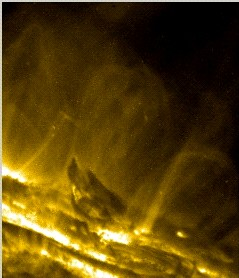
La région de transition du Soleil telle qu'observée par TRACE (image en ultraviolet extrême).

La région de transition solaire est une région de l'atmosphère solaire située entre la chromosphère et la couronne,. 
Visible en astronomie dans l'ultraviolet depuis l'espace, elle a été notamment observée par le télescope TRACE de la NASA en avril 2009. Elle est le site de plusieurs transitions physiques importantes.

## Structure
Décrite à l'aide des équations de Navier-Stokes combinées avec l'électrodynamique, la complexité des équations résultantes rendent difficile la compréhension de la région de transition. Selon l'activité solaire, l'altitude de cette dernière peut varier. Elle aurait une épaisseur d'environ 15 000 kilomètres[source insuffisante].
La région de transition délimite deux zones :
- Une zone inférieure, où la gravité forme la plupart des structures, de sorte que le Soleil peut y être décrit en termes de couches et de structures horizontales telles que les taches solaires. La pression du gaz domine le mouvement et la forme des structures. Dans cette zone, la plus grande partie de l'hélium n'est pas entièrement ionisé et rayonne de l'énergie de manière efficace, le matériau est opaque aux couleurs particulières associées à des lignes spectrales, de ce fait la plupart des raies spectrales formées en dessous de la zone de transition sont des raies d'absorption situées dans l'infrarouge, la lumière visible et le proche ultraviolet
- Une zone supérieure, où les forces magnétiques dominent le mouvement et forment des structures. L'hélium y est complètement ionisé.

## Dynamique
La plupart des raies formées au niveau ou au-dessus de la zone de transition sont des raies d'émission dans l'ultraviolet lointain (FUV) et dans les rayons X.

### Rôle de l'hélium
L'ionisation de l'hélium dans cette région tient un rôle important et constitue un élément essentiel de la formation de la couronne. Ainsi, lorsque l'hélium n'est que partiellement ionisé, la matière se refroidit par le rayonnement de corps noir et l'influence de l'émission Lyman. Cette condition est vérifiée dans la partie supérieure de la chromosphère, où la température d'équilibre est de quelques dizaines de milliers de kelvins (K).
En appliquant un peu plus de chaleur, l'hélium s'ionise totalement, à tel point qu'il cesse de bien se coupler au continuum Lyman et ne rayonne pas aussi efficacement. La température saute rapidement à près d'un million de K, la température de la couronne solaire. Ce phénomène est appelé la « catastrophe de la température » et peut être comparée à la phase de transition de l'eau chaude pour en faire de la vapeur.